# رودنیک (استان بورگاس)
رودنیک (به بلغاری: Rudnik) یک منطقهٔ مسکونی در بلغارستان است که در بورگاس واقع شده‌است.